# Sera Azuma
Sera Azuma (東晟良; Wakayama, 20 de agosto de 1999) é uma esgrimista japonesa.

## Carreira
Ela competiu no evento de florete individual feminino nos Jogos Asiáticos de 2018, ganhando a medalha de bronze. Ela ganhou uma das medalhas de bronze no evento de florete feminino no Campeonato Asiático de Esgrima de 2019, realizado em Chiba, Japão.
Nos Jogos Olímpicos de Verão de 2024, em Paris, conquistou a medalha de bronze na disputa de florete por equipes ao lado de Yuka Ueno, Karin Miyawaki e Komaki Kikuchi.